# 国盗り合戦

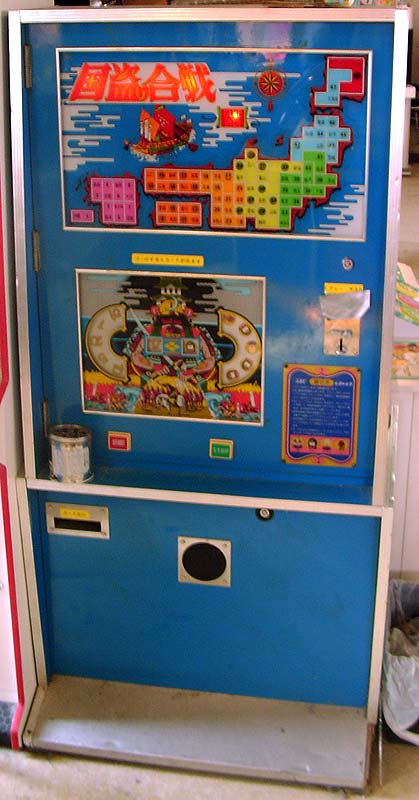
国盗り合戦(レジャック)

『国盗り合戦』（くにとりがっせん）は、1980年に日本で稼働したエレメカ式アーケードゲーム。販売はレジャック、開発はコナミ工業。駄菓子屋などに設置され現在でも稼動している店舗もある。

## 概要
戦国時代を題材とするが、日本地図の分割方法は都道府県で、沖縄のスタート地点から、ゴールの北海道まですごろく式に進める。初期バージョンは、ある行為でルーレットの出目を操作する不正ができた。後期バージョンは原因となっていた箇所を補強する部品が追加され、この不正行為ができなくなっている。
1. 左右2つのルーレット（左=数・右=絵柄）と左側のルーレットに対応したスタートボタン、右側のルーレットに対応したストップボタンの2つのボタンがある。
  - 数字は 1, 2, 5, 10, 15, 17, 20 の7種類。そのうち、5, 10, 15 は各2つ出目が存在する。絵柄は姫が5つ、坊主と骸骨がそれぞれ2つ、殿が1つの出目が存在する。
2. 全都道府県のランプが消灯した状態（0マス目）からスタートする。
3. コインを投入すると、2つのルーレットが同時に回り出す。
4. 一定時間後に左側のルーレットが自動で止まり数が決定する。決定内容に不満がある場合、一定時間以内に左側のスタートボタンを押すことで、一度だけ左側のルーレットを回しなおすことができる。そうした場合、また一定時間後にルーレットが止まり、数が決定される。
5. 左側のルーレットが止まった後、右側のストップボタンで絵柄のルーレットを止める。出た絵柄により進む数が決まる。
  - 姫 - 数の分だけ進む
  - 殿様 - 数の二倍進む
  - 坊主 - 数の分だけ戻る
  - 骸骨 - 数や現在の状態に関係なくゲームオーバー
6. 骸骨がでるか、坊主を引いて沖縄よりさらに後退し都道府県のランプが全消灯するとゲームオーバー。
7. 22マス目の京都に止まると、34マス目の東京まで飛ぶ。42マス目の山形に止まると、12マス目の香川まで戻される。
8. 北海道の次の48マス目まで到達（全国制覇）すると、ファンファーレが鳴り、当たり券やお菓子が排出される。
9. ルーレットは、ゲームオーバーになるか、全国制覇するまで何度でも回すことができる。

ゲームオーバー時には葬送行進曲が流れる。デモ中（プレイされていない時）の曲は2種類あり、『ドラえもん』のOP「ドラえもんのうた」と、ユリウス・フチークの「剣闘士の入場」が交互に流れ、メロディの音階にあわせて都道府県のランプが点滅する。
都道府県のパネルとルーレットが垂直に配置されているタイプの筐体と、ルーレットと操作部が少し傾斜のあるテーブル状（上向き）になっているタイプの筐体が存在する。

## 関連作品
- 三枝の国盗りゲーム - 1977年開始のテレビ番組。番組後半の『坊主めくりゲーム』がこのゲームのモチーフになっている。
- 国盗り大将 - いわゆるコピーゲーム。違いとしてはメーカー名が無い事と、ボタンの縁が黒いパーツになっている程度で、デモ中のBGMなどもそのまま同じである。東北地方の一部で稼動していたとされ、2009年現在、小田原懐かし横丁に実物が稼動している。
- WORLD WAR - 同ゲームの続編で、世界規模の軍事活動がモチーフになっている。ルーレットは3つ、ルートも3つに増え、ゲームに使われている軍事関係のグラフィックは空母やジェット戦闘機など、冷戦時代のものが使われている。デモ中のBGMは「史上最大の作戦」。
- 世界の旅 - やはり同ゲームの続編にあたる。世界旅行がテーマで、AからCの3つのコースから選ぶ。Aは簡単であるが返却されるメダルの倍率は2倍と低く、B、Cの順にゴールにたどり着く難易度と倍率が高くなっていく。
- 天気予報 - こまやのエレメカ。ルーレットの結果を元に九州から北海道まで進んでいくシステムは同じだが、タイトル通り天気予報番組がモチーフになっている。ルーレットのマークは晴・曇・雨の3種。
- ケータイ国盗り合戦 - 携帯電話ゲーム。名前は似ているが、ゲーム性は比較的異なる。